# República del Indian Stream
La República de Indian Stream o Indian Stream Republic fue una república no reconocida en América del Norte, a lo largo del tramo de la frontera que divide la actual provincia canadiense de Quebec del estado estadounidense de New Hampshire. Existió desde el 9 de julio de 1832 hasta el 5 de agosto de 1835. Descrito como "Territorio de Indian Stream, así llamado" por el censista de los Estados Unidos en 1830, el área recibió su nombre de Indian Stream, un pequeño curso de agua. Tenía un gobierno elegido y organizado y una constitución y atendía a unos trescientos ciudadanos.

## Historia
La zona fue colonizada por primera vez por europeos gracias a una concesión de tierras del rey Felipe, un hombre de Abenaki, que lleva el nombre de Metacomet, que también se llamaba rey Felipe.
Esta concesión se vendió a una compañía de especulación de tierras, mientras que un segundo grupo de indios de la misma tribu hizo declaraciones a otra compañía de europeos de que su jefe había sido depuesto y que estaban autorizados a otorgar una concesión a la segunda compañía. Después de la Guerra de Independencia, ambas compañías inspeccionaron los territorios y otorgaron sus propias concesiones de tierras a los colonos, que frecuentemente se superponían entre sí. Después de la guerra de 1812, cuando ambas compañías se encontraban en apuros financieros, se fusionaron y reconciliaron todos los reclamos territoriales.
El establecimiento de Indian Stream como nación independiente fue, esencialmente, el resultado de la frontera ambigua entre los Estados Unidos y el Bajo Canadá británico tal como se define en el Tratado de París de 1783. Había tres posibles interpretaciones de dónde podría estar "la cabecera más al noroeste del río Connecticut". Como resultado, el área dentro y alrededor de los tres afluentes que desembocan en la cabecera del río Connecticut no estaba definitivamente bajo la jurisdicción ni de los Estados Unidos ni del Bajo Canadá (que se formó en 1791).
El texto pertinente del tratado dice:

... [hacia el oeste] a lo largo de dichas tierras altas que dividen los ríos que desembocan en el río San Lorenzo, de los que desembocan en el Océano Atlántico, hasta la cabecera más al noroeste del río Connecticut; de allí bajando por el medio de ese río hasta el grado cuarenta y cinco de latitud norte; desde allí por una línea hacia el oeste en dicha latitud...

La República abarcaba los confines septentrionales de lo que hoy es el estado de New Hampshire, incluidos los cuatro lagos de Connecticut. Mientras que los británicos reclamaron el brazo más sureste (la cadena de lagos de Connecticut), Estados Unidos reclamó la frontera tal como está hoy (es decir, Halls Stream al oeste, que es, posiblemente, la "cabecera más al noroeste" del Connecticut). Ambas partes enviaron recaudadores de impuestos y alguaciles cobradores de deudas. La doble imposición enfureció a la población y se formó la República para poner fin al problema hasta que Estados Unidos y Gran Bretaña pudieran llegar a un acuerdo sobre la línea fronteriza. Algunos ciudadanos consideraban que Indian Stream era parte de los EE. UU. pero no parte de New Hampshire. La asamblea de Indian Stream declaró la independencia el 9 de julio de 1832 y redactó una constitución. Uno de los redactores de la constitución fue Luther Parker, quien sirvió como juez de paz de la República de 1832 a 1835.
La Constitución de Indian Stream establece en la "Parte Segunda - Forma de gobierno": 

Las personas que habitan el Territorio anteriormente llamado Territorio Indian Stream acuerdan solemne y mutuamente entre sí formar un cuerpo político con el nombre de Indian Stream y en esa capacidad ejercer todos los poderes de un estado libre, soberano e independiente. en la medida en que se relacione con nuestro propio gobierno interno hasta el momento en que podamos determinar a qué gobierno pertenecemos propiamente.

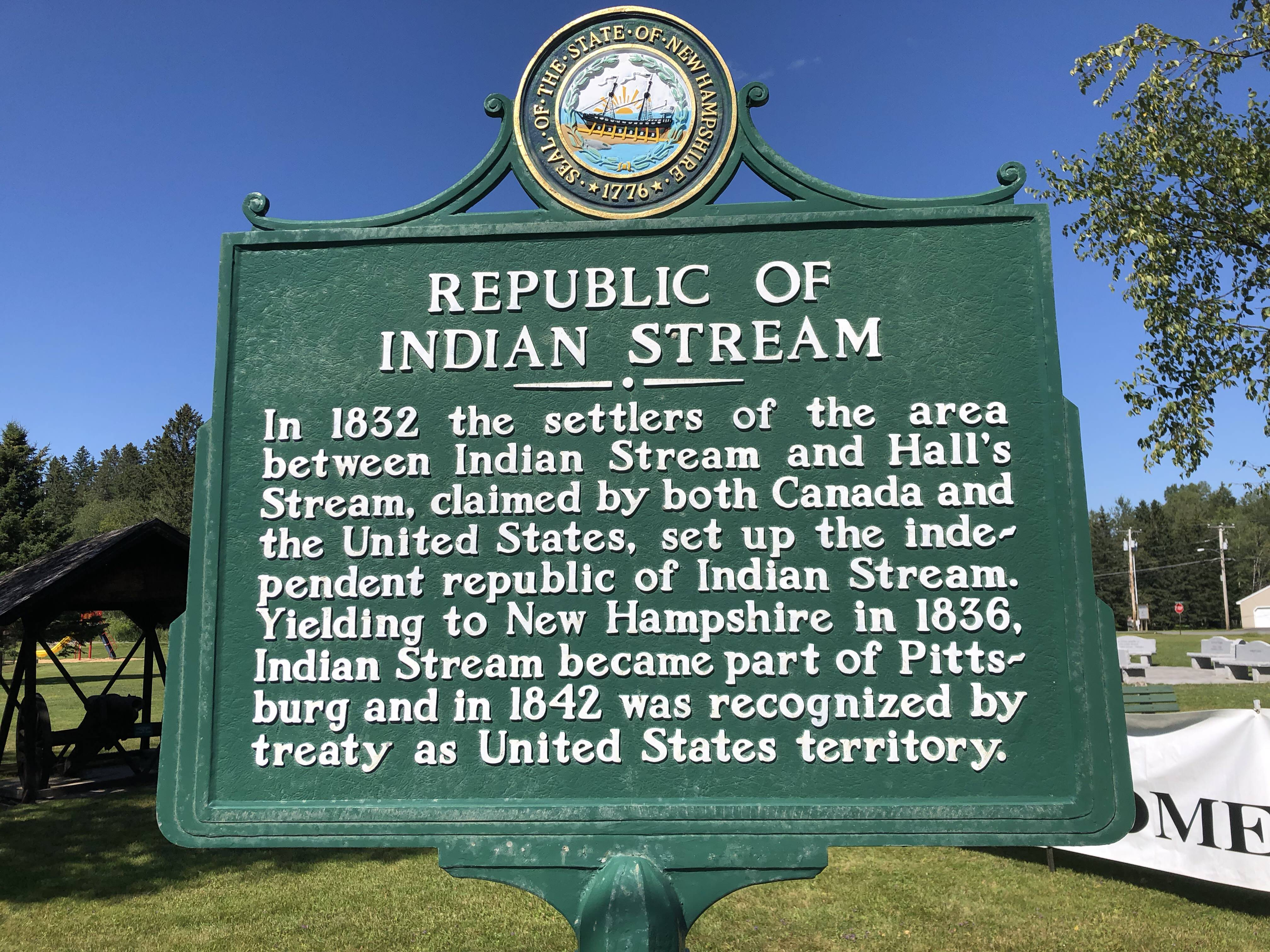
Marcador histórico de New Hampshire (número 1) para la República de Indian Stream en Pittsburg

La declaración de independencia no hizo que el sheriff del condado de Coos dejara de involucrarse en los asuntos, y los acontecimientos posteriores condujeron a una inminente invasión de New Hampshire. El 30 de julio de 1835 este sheriff pidió la milicia. Dos compañías de infantería de las ciudades alrededor de Colebrook se reunieron en Stewartstown, listas para marchar hacia el territorio en disputa. El sheriff los precedió y, el 4 de agosto, se reunió con entre 30 y 40 miembros de la asamblea, a quienes lanzó un ultimátum. Amenazada con una ocupación forzosa, la mayor parte de la asamblea reunida capituló y cedió a ser anexada por New Hampshire. La República dejó de operar de forma independiente al día siguiente cuando cinco líderes de Indian Stream escribieron a un funcionario británico en Sherbrooke, Bajo Canadá, diciéndole que, al no haber recibido a tiempo una respuesta a su petición de protección por parte de los británicos, Indian Stream había aceptado anexión por parte de New Hampshire. Uno de los "Streamers", Richard I. Blanchard, aceptó servir como sheriff adjunto del condado de Coos. La milicia permaneció en Stewartstown y se dispersó a sus hogares el 6 de agosto.
La anexión de Indian Stream por New Hampshire no resolvió la disputa territorial. Los funcionarios británicos locales vieron con malos ojos la anexión. Un incidente pronto puso a prueba la situación. En octubre de 1835, Blanchard encabezó un pequeño grupo para arrestar a John Tyler por una deuda impaga de ferretería. Después del arresto, Tyler fue liberado en el camino de regreso al condado de Coos por un grupo de vecinos. Al informar del incidente al magistrado británico, Tyler declaró falsamente bajo juramento que el lugar de su arresto era Drayton, Bajo Canadá. Luego, el magistrado emitió una orden de arresto contra Blanchard, que fue ejecutada por un diputado y algunos miembros de la facción británica de Streamers, quienes regresaron con Blanchard hacia la casa del magistrado en el Bajo Canadá.
En el camino, un grupo de Streamers los detuvo en el camino, rescató a Blanchard y regresó con su camarada liberado a Indian Stream. El grupo del diputado continuó hasta la casa del magistrado. Varias horas más tarde, hubo una conmoción en la carretera cercana por parte de un grupo de Streamers armados, envalentonados por el alcohol, empeñados en causar una buena impresión. La pandilla invasora disparó al diputado en el muslo y luego capturó al magistrado cojo con un sable en el cuero cabelludo durante una lucha. Regresaron a Canaan, Vermont, con el magistrado sangrante como prisionero, donde los líderes locales trataron su herida y lo liberaron inmediatamente. Posteriormente, un destacamento de cincuenta milicianos de New Hampshire, incluidas tropas y oficiales, ocupó el territorio desde mediados de noviembre hasta el 18 de febrero de 1836. El 2 de abril de 1836, los ciudadanos de Indian Stream aprobaron una resolución "que New Hampshire tiene derecho a ejercer un control incondicional sobre el territorio de Indian Stream".
Este incidente internacional provocó una crisis diplomática. El embajador británico en Estados Unidos protestó ante el presidente Andrew Jackson y el secretario de Estado. Ambos gobiernos, consternados ante la idea de una guerra por un asunto tan trivial como la deuda de una ferretería, decidieron tomar medidas para que las cosas no empeoraran, y en los años que precedieron a la conclusión de un tratado que solucionaba la frontera perduró una paz incómoda.
En julio de 1837, Lord Palmerston en Londres desestimó todos los cargos en el sistema judicial británico derivados del incidente y reiteró la posición británica de que el territorio era parte de la América del Norte británica. El área todavía se describía como Indian Stream en el momento del censo estadounidense realizado el 1 de junio de 1840, cuando la población local ascendía a 315 habitantes. A petición de los residentes, el área se incorporó como la ciudad de Pittsburg en 1840.
En 1842, la disputa por la tierra se resolvió definitivamente mediante el Tratado Webster-Ashburton y la tierra fue asignada a New Hampshire. El "Mapa de New Hampshire de Lewis Robinson de 1845 basado en las últimas autoridades" muestra que el límite está al norte de la ciudad de Clarksville, pero justo al sur de la actual Pittsburg.